# Hensol House

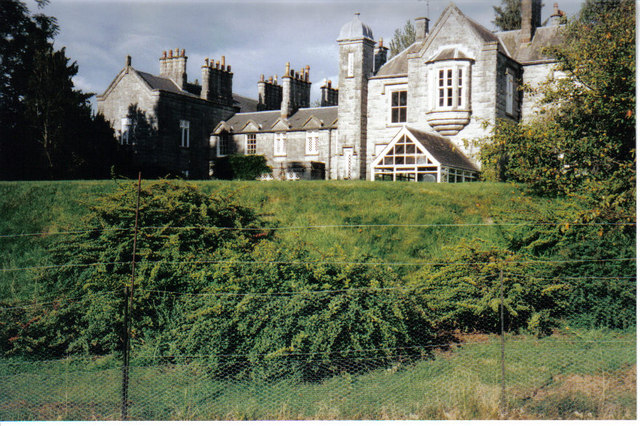
Hensol House

Hensol House ist eine Villa nahe der schottischen Ortschaft Crossmichael in der Council Area Dumfries and Galloway. 1971 wurde das Bauwerk in die schottischen Denkmallisten in der höchsten Denkmalkategorie A aufgenommen. Des Weiteren bildet es zusammen mit der zugehörigen Sonnenuhr und der Lodge ein Denkmalensemble der Kategorie A. Die Sonnenuhr ist außerdem eigenständig als Kategorie-A-Bauwerk klassifiziert. Hensol House ist nicht zu verwechseln mit dem walisischen Schloss Hensol Castle.

## Beschreibung
Hensol House wurde 1822 für John Cunningham of Lainshaw erbaut. Als Architekt zeichnet der Engländer Robert Lugar für den Entwurf verantwortlich. In den 1960er Jahren wurde ein Vordach an der Südseite abgebaut und an die Nordseite verlegt. Am Ort wurde ein neuer Wintergarten aus Holz und Glas mit Granitsockel erbaut. Mit dieser Ausnahme befindet sich die Villa noch weitgehend im Originalzustand. Sie liegt rund sechs Kilometer nordwestlich von Crossmichael nahe der Einmündung des Dee in den Loch Ken.
Die Villa besteht aus einem Hauptgebäude mit annähernd quadratischem Grundriss, an den sich ein T-förmiger Bedienstetenflügel anschließt. Von den Kanten des zweistöckigen Gebäudes ragen dreistöckige Türme mit geschwungenen Hauben auf. Aus den Fassaden kragen verschiedentlich Erker aus. Zahlreiche Fenster sind zu Zwillings- oder Drillingsfenstern gekuppelt und mit Pfosten aus poliertem Naturstein gestaltet. Meist handelt es sich um vier- bis zwölfteilige Sprossenfenster. Das Gebäude schließt mit schiefergedeckten Sattel- und Walmdächern mit wuchtigen Kaminen.

## Sonnenuhr

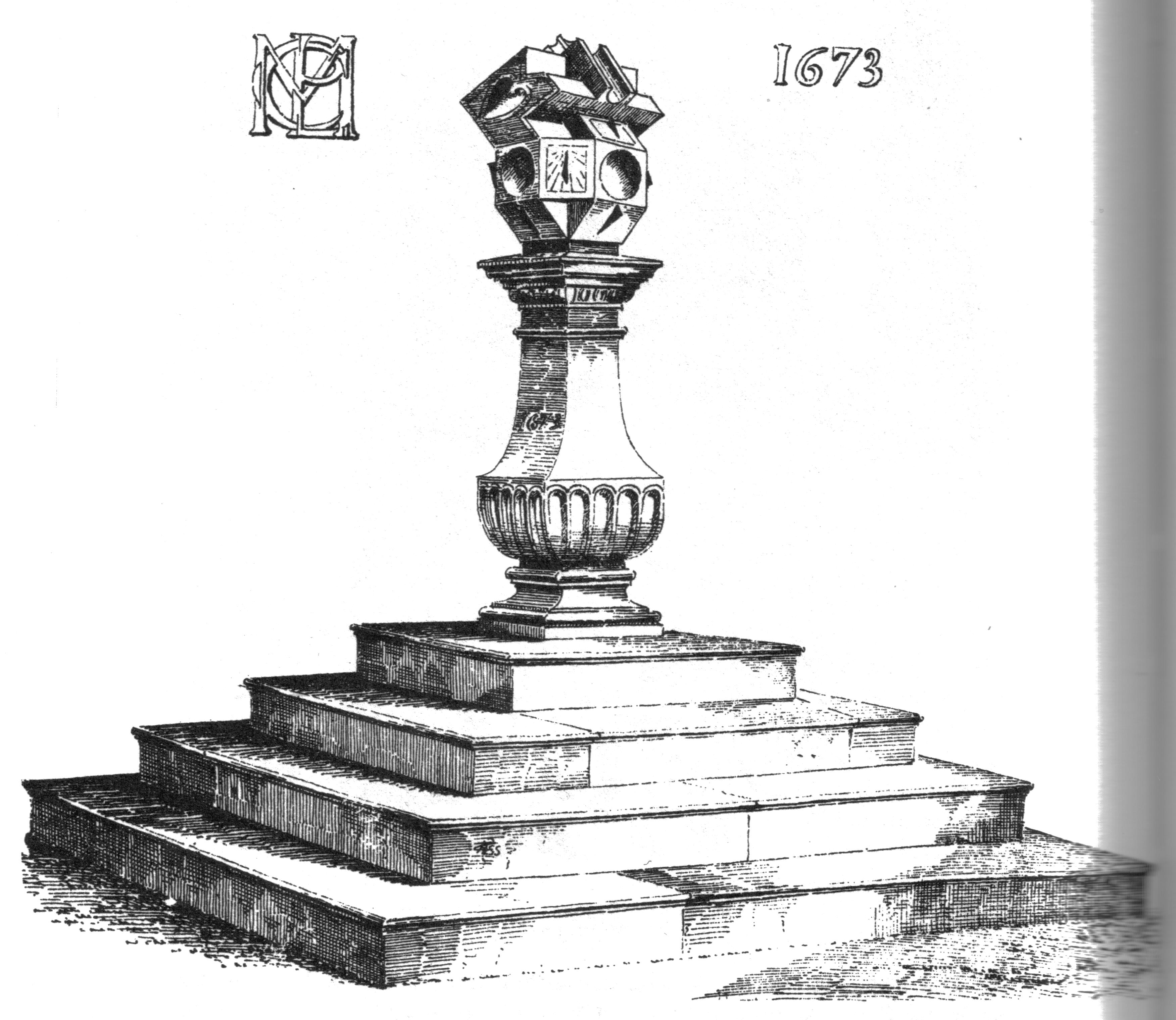
Annähernd identische Sonnenuhr von Ladyland House

Die Sonnenuhr befindet sich ein kurzes Stück südöstlich der Villa. Sie stammt aus dem späteren 17. Jahrhundert und steht vermutlich in Verbindung mit der Heirat Alexander Cunninghame of Lainshaws mit Dame Margaret Stewart im Jahre 1673. Mit dem Verfall von Lainshaw House in East Ayrshire wurde sie in die Gärten von Hensol House umgesetzt. Die Sonnenuhr ist weitgehend identisch mit jener von Ladyland House in North Ayrshire, sehr wahrscheinlich handelt es sich um Arbeiten desselben Steinmetzes.
Ihr Schaft besteht aus einem knolligen Baluster mit den Wappen und Initialen des Brautpaares. Teile von Podest und Schaft sind jedoch nicht mehr erhalten. Darauf sitzt ein Kopf aus Sandstein mit mehreren, unterschiedlich gestalteten Skalen. Die bleiernen Gnomone wurden im Laufe der 1980er Jahre ersetzt.